# Кам'яниця Адольфа Шуберта (Івано-Франківськ)
Кам'яниця на розі вул. Словацького (нині Тарнавського) і вул. Заболотівської (Василіянок) — пам'ятка архітектури місцевого значення в Івано-Франківську, внесена в охоронні списки під номером 192-іф.

## Історія
У 1905 році, в період австрійського панування, містянин Адольф Шуберт спорудив кам'яницю. Будинок не довго перебував у володінні А. Шуберта. Так, вже у 1909 році спорудою заволодів інший заможній містянин — Анзельм Гальперн. У 1911 році у кам'яниці з'являється новий господар — Леон Наґельберґ. Йому вдалося отримати субвенцію у австрійської імперії в розмірі 6 000 корон на відновлення будинку після руйнувань Першої світової війни.
З 2005 року, у приміщенні кам'яниці розміщений кав'ярня-ресторан «Червона рута». Будівля досить добре збереглася, лише з даху вежі щезла решітка-гребінець. На задньому плані сучасної фотографії видно сучасну прибудову до старої будівлі — також із вежею.

## Архітектура
Однією із її найхарактерніших ознак була досить висока двоярусна вежа, яка була вкрита дахівкою.
Фахові архітектори говорять, що дана пам'ятка є «рідкісним зразком будівель садибного типу кінця ХІХ — початку ХХ століття, в оздобленні фасадів яких вдало застосовано дерево».